# Firlej (gemeente)
De gemeente Firlej is een landgemeente in het Poolse woiwodschap Lublin, in powiat Lubartowski.
De zetel van de gemeente is in Firlej.
Op 30 juni 2004 telde de gemeente 6295 inwoners.

## Oppervlakte gegevens
In 2002 bedroeg de totale oppervlakte van gemeente Firlej 126,37 km², waarvan:
- agrarisch gebied: 66%
- bossen: 26%

De gemeente beslaat 9,79% van de totale oppervlakte van de powiat.

## Demografie
Stand op 30 juni 2004:
| Omschrijving                   | Totaal | Totaal | Vrouwen | Vrouwen | Mannen | Mannen |
| ------------------------------ | ------ | ------ | ------- | ------- | ------ | ------ |
| eenheid                        | aantal | %      | aantal  | %       | aantal | %      |
| inwoners                       | 6295   | 100    | 3163    | 50,2    | 3132   | 49,8   |
| bevolkingsdichtheid (inw./km²) | 49,8   | 49,8   | 25      | 25      | 24,8   | 24,8   |

In 2002 bedroeg het gemiddelde inkomen per inwoner 1534,86 zł.

## Administratieve plaatsen (sołectwo)
Baran, Bykowszczyzna, Czerwonka-Gozdów, Czerwonka Poleśna, Firlej, Kunów, Łukówiec, Majdan Sobolewski, Nowy Antonin, Pożarów, Przypisówka, Serock, Sobolew-Kolonia, Sobolew, Stary Antonin, Sułoszyn, Wola Skromowska, Wólka Mieczysławska, Wólka Rozwadowska, Zagrody Łukówieckie.

## Aangrenzende gemeenten
Kamionka, Kock, Lubartów, Michów, Ostrówek